# Kalzendorf
Kalzendorf ist ein Ortsteil der Gemeinde Steigra im Saalekreis.

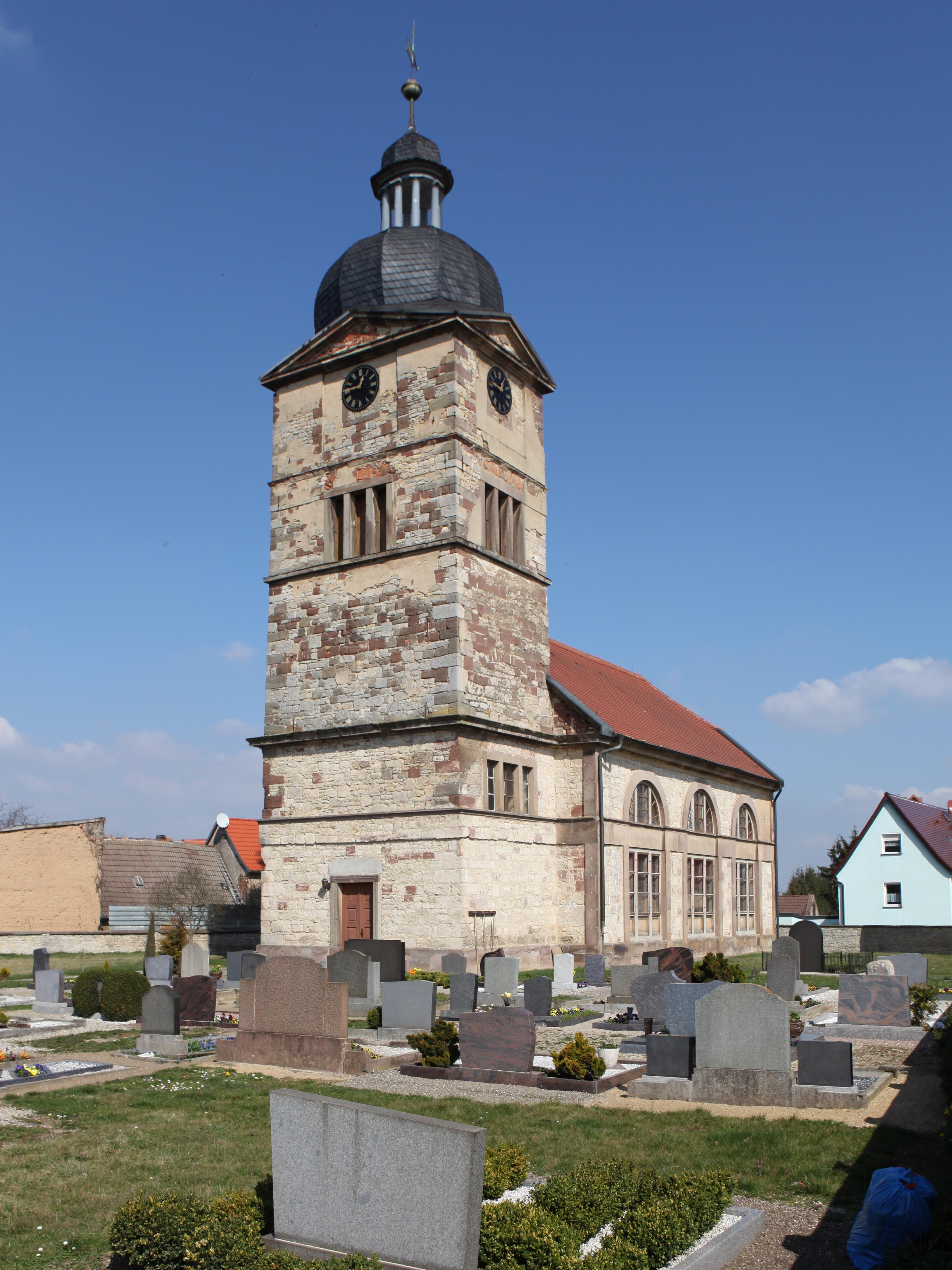
Evangelische Kirche

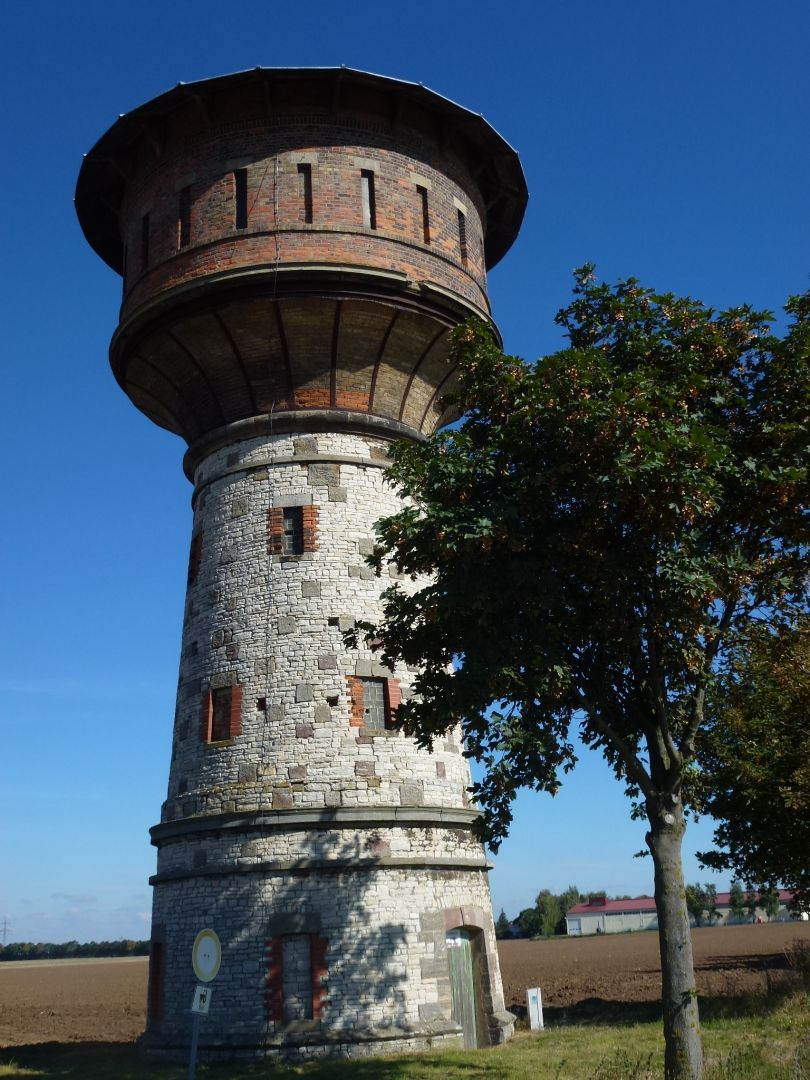
Wasserturm

## Geschichte
Bis 1815 war Kalzendorf (1589 Caltzendorf) ein Amtsdorf im sächsischen Amt Freyburg und gelangte danach an Preußen. 1689 lebten im Ort 31 besessene Mann, darunter 7 Anspänner und 24 Hintersättler. Die Dorfflur umfasste 14 Hufen und grenzte mit Steigra, Jüdendorf und der Landstraße (heutige Bundesstraße 180), bei Schnellroda.
Der Ort gehörte zum Bereich des Landgerichts Karsdorf und war in kirchlicher Hinsicht ein Filial der Hauptkirche Steigra.
Im Jahr 1927 hatte Kalzendorf 179 Einwohner.

## Osterbergtunnel

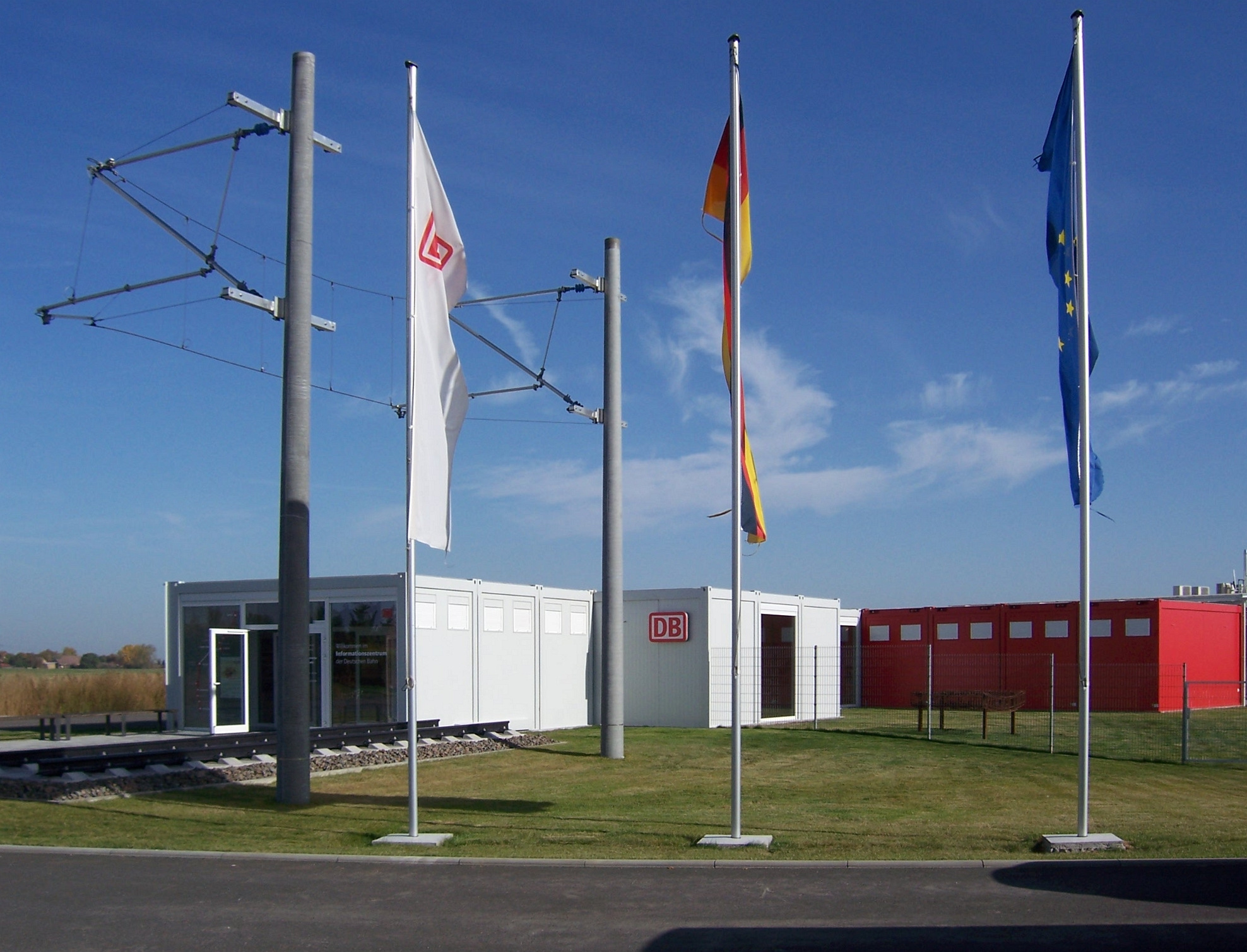
Informationszentrum zur ICE-Neubaustrecke Erfurt-Leipzig/Halle am Osterbergtunnel

Bei Kalzendorf befindet sich das Ostportal des Osterbergtunnels, einem mehr als 2 km langen Eisenbahntunnel der Neubaustrecke Erfurt–Leipzig/Halle. Das Informationszentrum zum Tunnel befand sich ebenfalls am Ostportal.